# Безово (хижа)
Безово е планинска хижа в Родопите. Хижата предлага условия за пренощуване, но към 2017 г. не работи, няма постоянен хижар и се нуждае от ремонт на повечето помещения. Разполага с кухня и столова, както и стаи за пренощуване. Отоплението с печки на твърдо гориво.

## Съседни обекти
- хижа Марциганица – 3 часа
- летовище и бивш концентрационен лагер Гонда вода – 15 минути
- хижа Момина сълза (изоставена и неработеща) – 1 час
- Бачковски манастир – 3 часа
- местност Лале баир – 1 час
- Мулдавски манастир – 2.30 часа
- връх Безово (1386 m) – 1 час

## Изходни точки
- град Асеновград – 3.30 часа
- село Бачково – 2.30 часа
- село Добростан – 3.30 часа